# Сен-Мандрие-сюр-Мер
Сен-Мандрие́-сюр-Мер (фр. Saint-Mandrier-sur-Mer) — коммуна на юго-востоке Франции в регионе Прованс — Альпы — Лазурный берег, департамент Вар, округ Тулон, кантон Ла-Сен-сюр-Мер-2.
Площадь коммуны — 5,12 км², население — 6565 человек (2006) с тенденцией к стабилизации: 5751 человек (2012), плотность населения — 1123,0 чел/км².

## Население
Население коммуны в 2011 году составляло — 5708 человек, а в 2012 году — 5751 человек.
| 1962 | 1968 | 1975 | 1982 | 1990 | 1999 | 2004 | 2006 | 2009 | 2011 | 2012 |
| ---- | ---- | ---- | ---- | ---- | ---- | ---- | ---- | ---- | ---- | ---- |
| 2321 | 3018 | 4272 | 4946 | 5175 | 5232 | 6657 | 6565 | 5773 | 5708 | 5751 |

Динамика населения:

## Экономика
В 2010 году из 3827 человек трудоспособного возраста (от 15 до 64 лет) 2867 были экономически активными, 960 — неактивными (показатель активности 74,9 %, в 1999 году — 66,7 %). Из 2867 активных трудоспособных жителей работали 2597 человек (1752 мужчины и 845 женщин), 270 числились безработными (100 мужчин и 170 женщин). Среди 960 трудоспособных неактивных граждан 233 были учениками либо студентами, 386 — пенсионерами, а ещё 341 — были неактивны в силу других причин.
На протяжении 2010 года в коммуне числилось 2652 облагаемых налогом домохозяйства, в которых проживало 5062,5 человека. При этом медиана доходов составила 20 619 евро на одного налогоплательщика.

## Фотогалерея

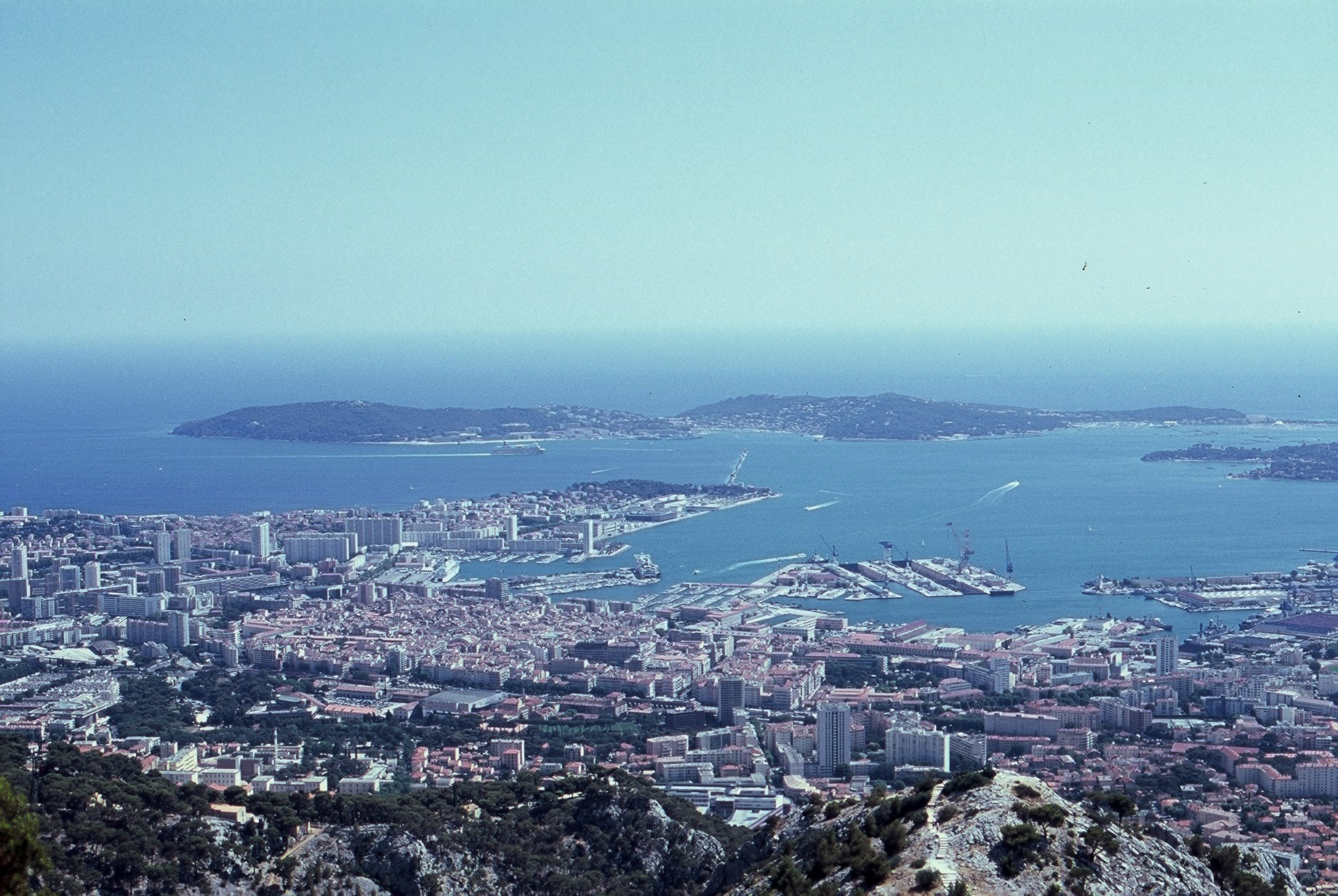
Вид со стороны Тулона
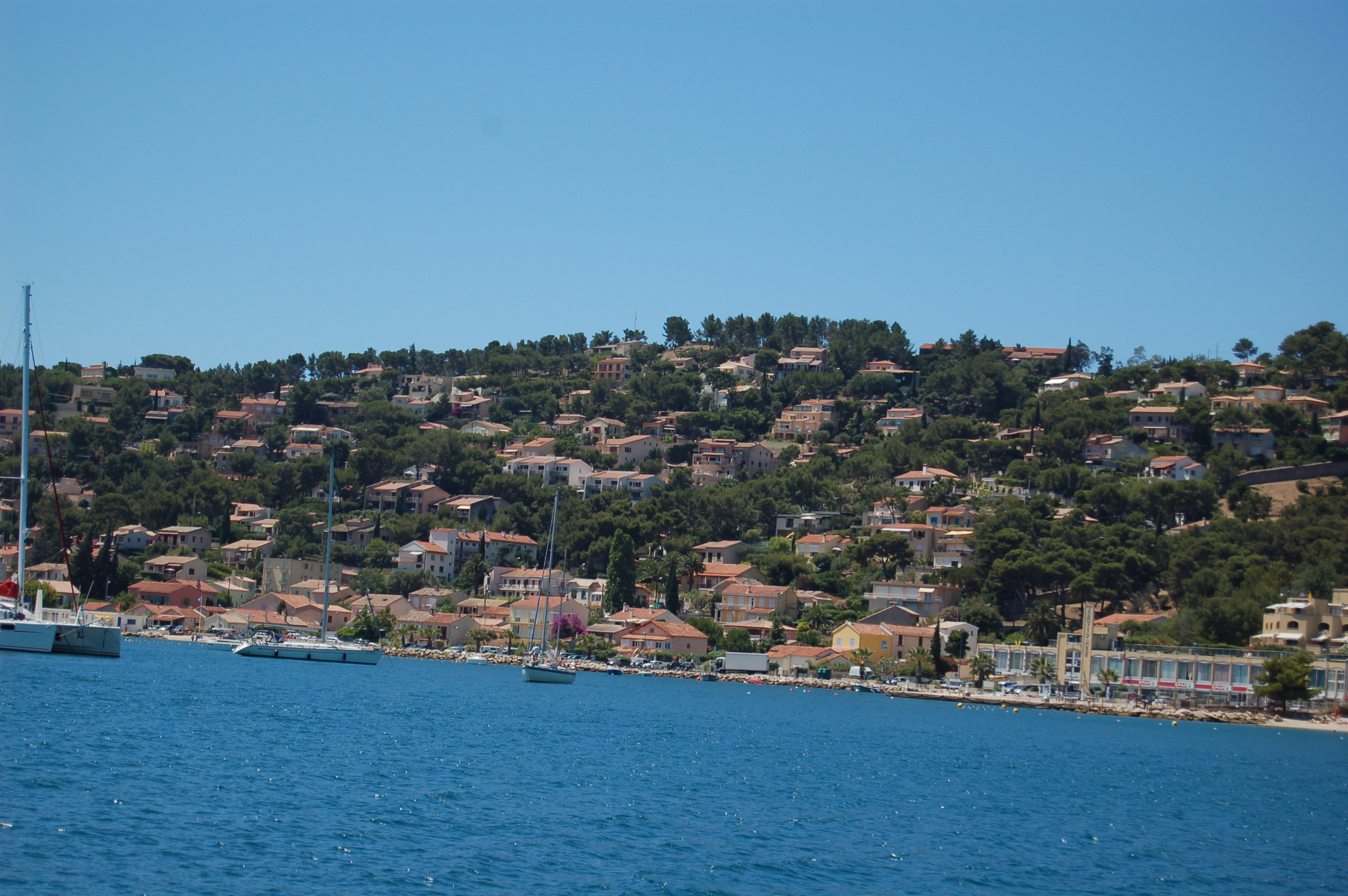
Вид с моря
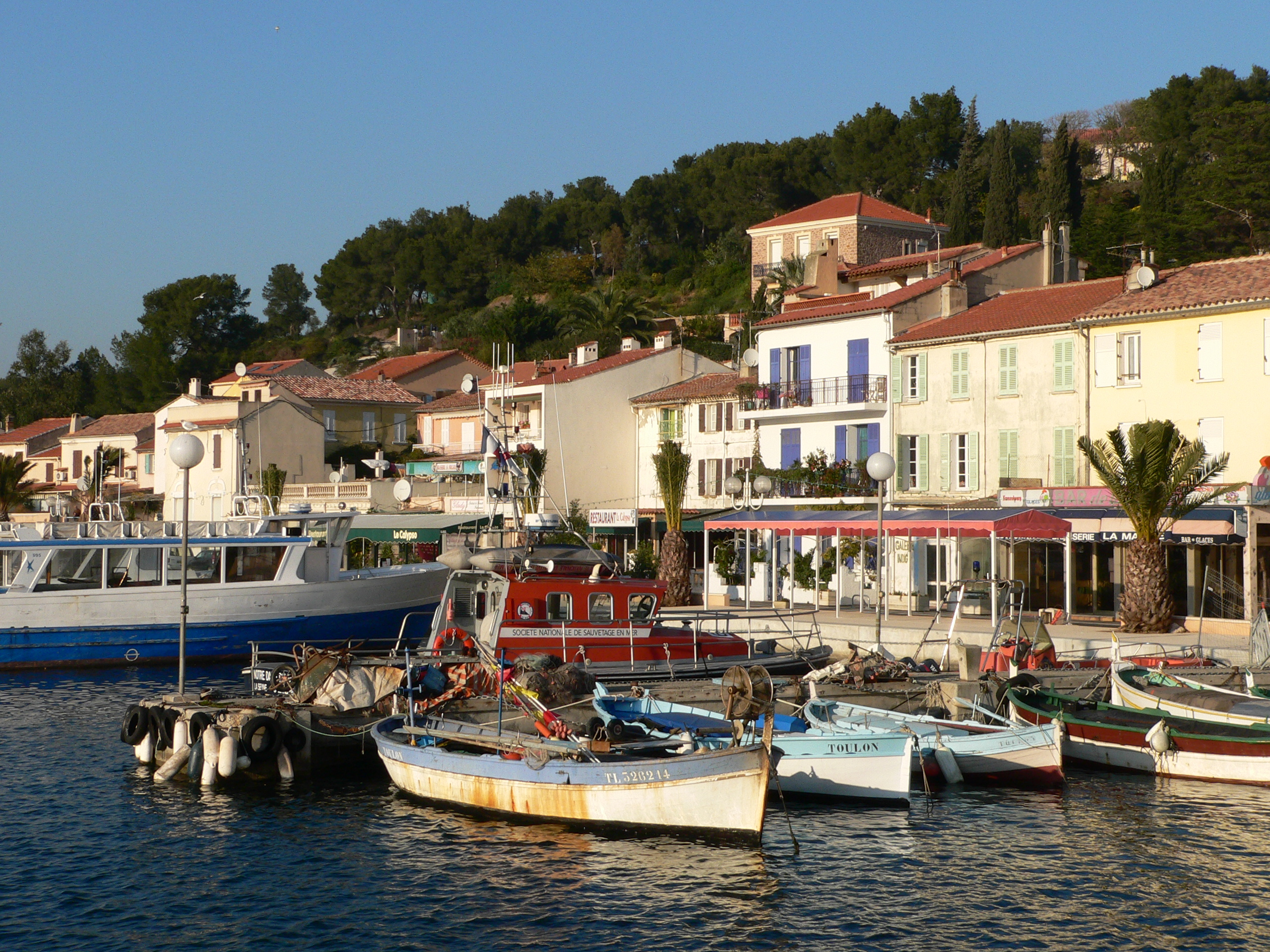
Причал
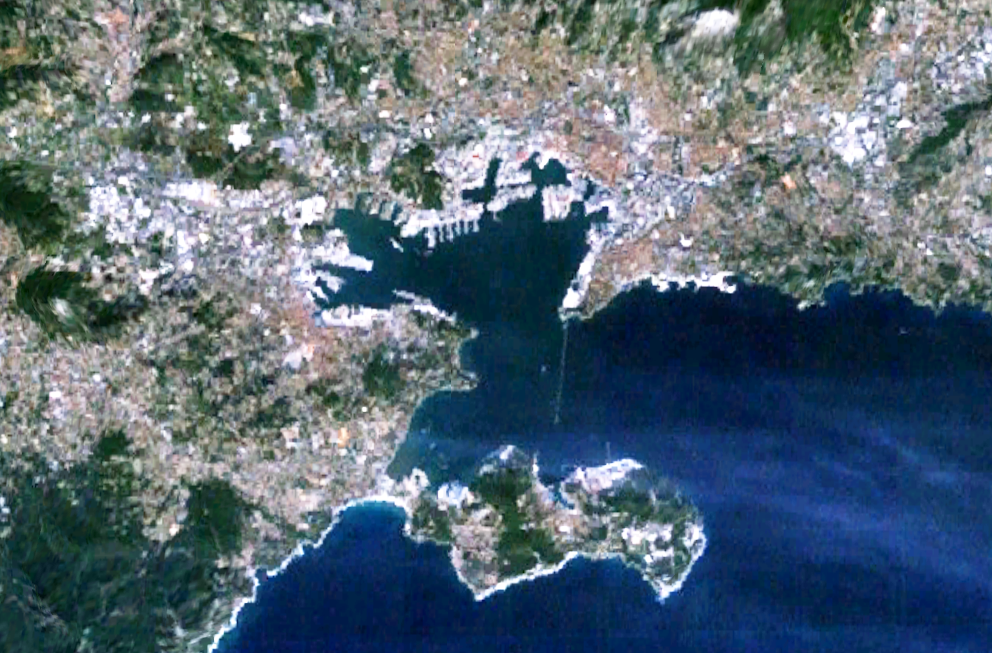
Рейд Тулона (вид со спутника)